# Palais du Roure
Le palais du Roure ou « hôtel de Baroncelli-Javon », est un hôtel particulier d’Avignon construit au XVe siècle, aujourd’hui transformé en musée.

## Historique
En 1469, un gibelin, Pierre Baroncelli, originaire de Florence, acquiert à Avignon une taverne appelée « La Taverne du Mûrier » et des maisons avoisinantes qu'il transforme pour établir sa demeure. Proches du légat Julien della Rovere (pape de 1503 à 1513 sous le nom de Jules II), les Baroncelli deviennent une famille importante d'Avignon.
Au XIXe siècle, cet édifice appelé alors « hôtel de Baroncelli-Javon » est surnommé par Frédéric Mistral qui le fréquente, « palais du Roure » c'est-à-dire palais du chêne ; propriété du marquis Folco de Baroncelli-Javon, il devient à cette époque un foyer du félibrige. En 1908, le Palais est vendu, puis après avoir subi des préjudices considérables, sauvé en 1918 par Jeanne de Flandreysy qui décide d’y créer un foyer de culture méditerranéenne.
En 1936, à la suite du mariage de Jeanne avec le commandant Émile Espérandieu, archéologue et membre de l'Institut, cette institution acquiert une renommée plus grande avec la création de la Fondation Flandreysy-Espérandieu dont la ville d’Avignon hérite en 1944. Aujourd’hui, les collections de ce musée, organisées sur l'histoire et la sociologie régionale, sont accessibles au public.
Le palais est classé au titre des monuments historiques par arrêté du 19 novembre 1941.

## Collections

Intérieur du Palais du Roure
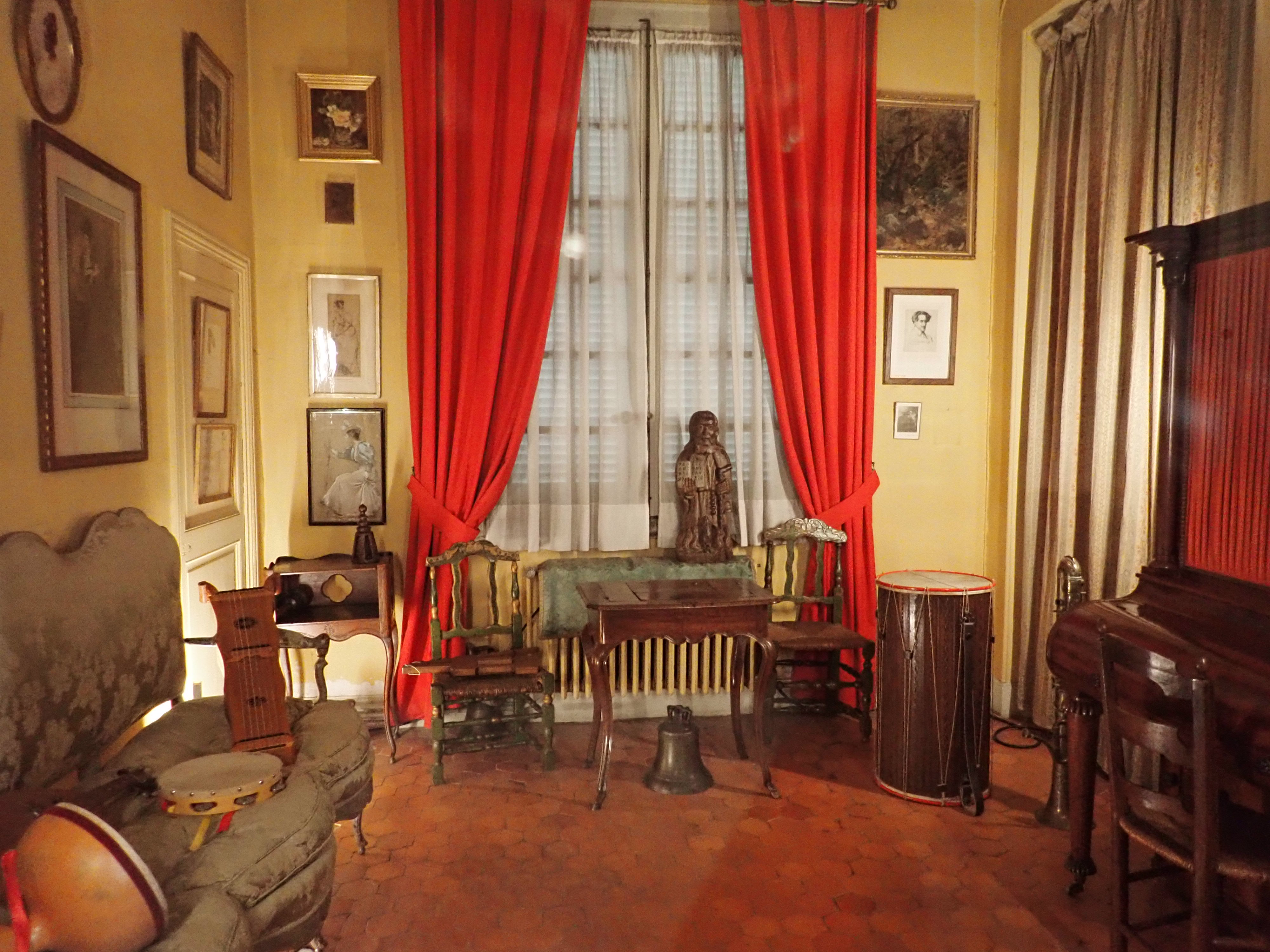
Boudoir
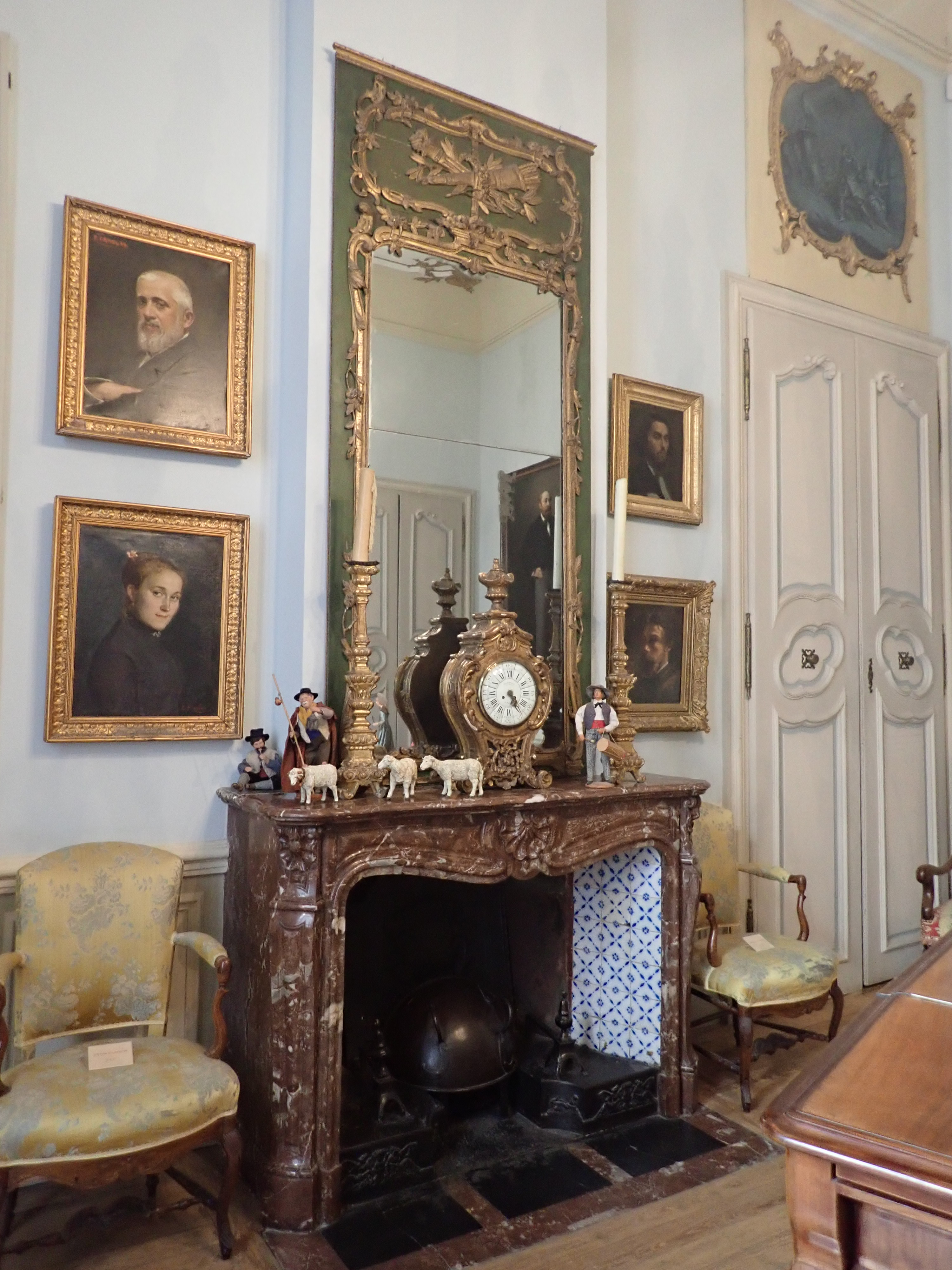
Salon
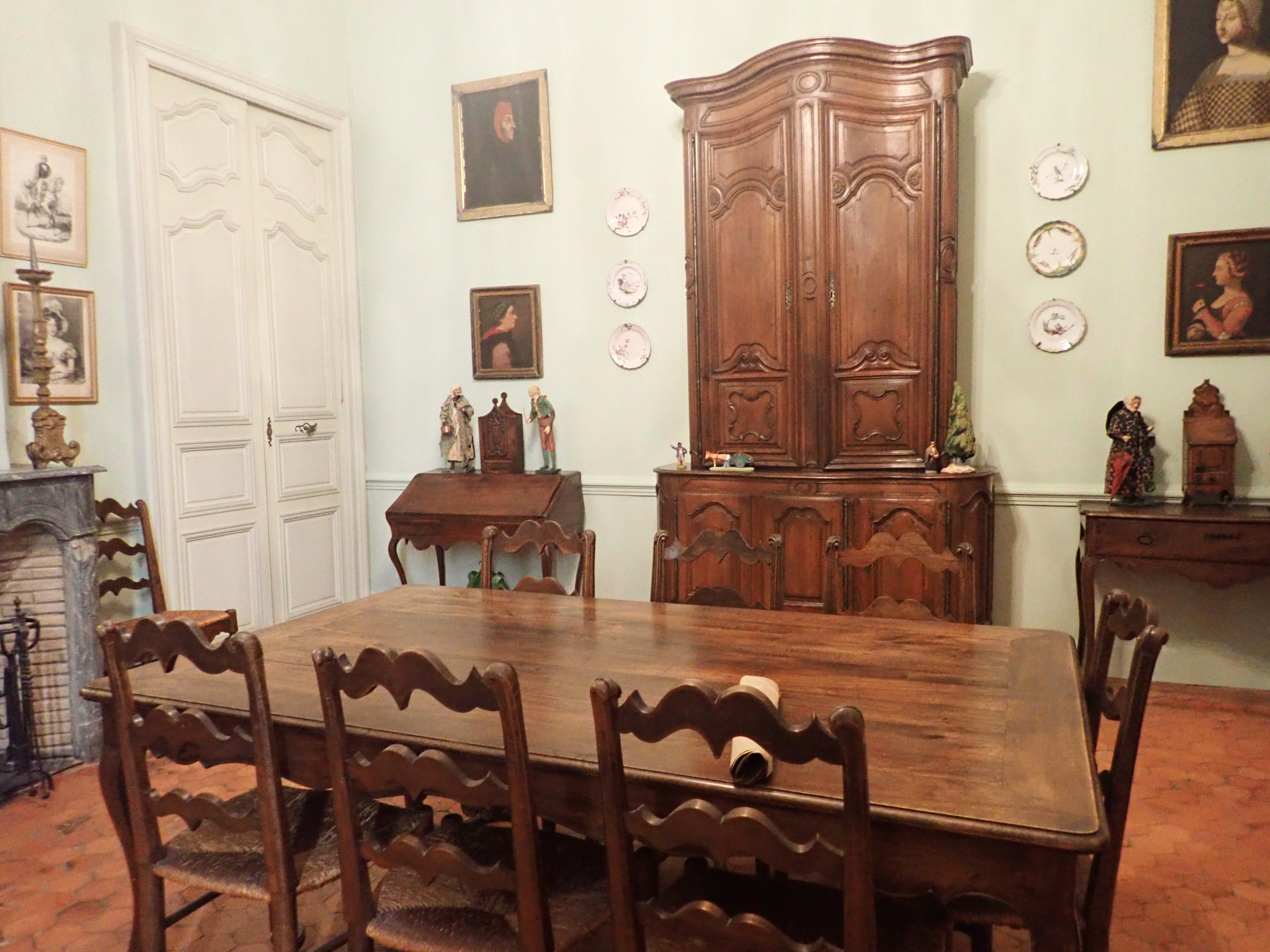
Salle à manger
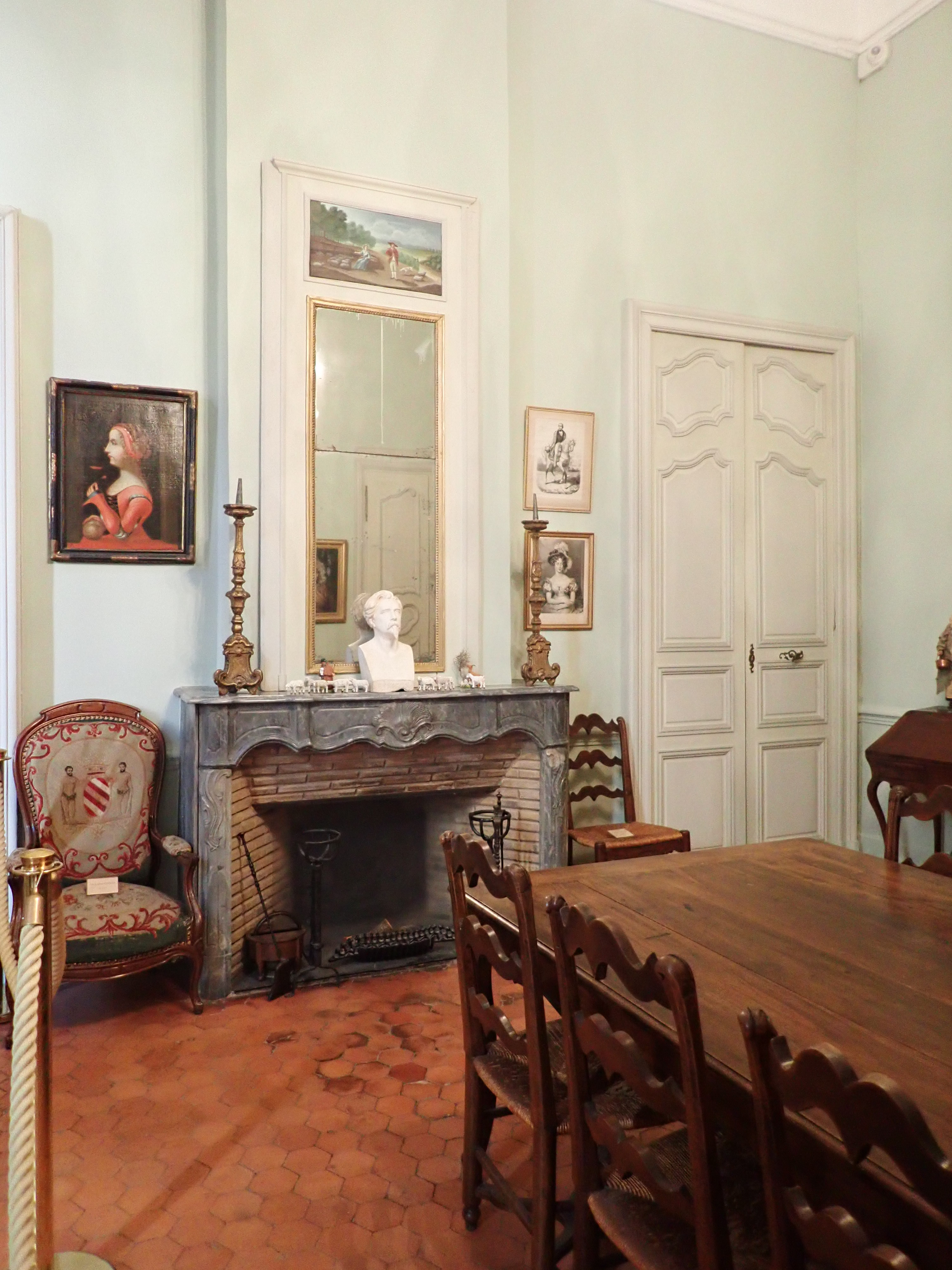
Salle à manger